# هانا تان
هانا تان (بالملايوية: Hannah Tan)‏ هي مغنية وممثلة ماليزية، ولدت في 25 أكتوبر 1981 في بينانق في ماليزيا.

## وصلات خارجية
- الموقع الرسمي